# 고창 조양식당
고창 조양식당(高敞 兆陽食堂, 영어: Joyang Restaurant, Gochang)은 대한민국 전북특별자치도 고창군 고창읍에 있는 일제강점기의 건축물이다. 2007년 4월 30일 대한민국의 국가등록문화재 제325호로 지정되었다.

## 명칭
조양관(Choyangkwan)으로 알려져 있다.

## 현지 안내문
이 건물은 원래 여관으로 건립하였으나, 현재는 식당으로 쓰고 있다. 1층에는 부엌과 방이 있으며 방 앞에는 쪽마루를 두었다. 2층에는 전면과 후면 쪽에 복도를 두고 1층에서 출입할 수 있는 계단을 2개 설치하였으며, 복도 안쪽의 공간은 전‧후면으로 분할한 겹집 형태로 방이 8개 있다. 1층 일부는 변형되기도 하였지만 목재 비늘 판벽과 목골조, 내부 공간이 원형을 잘 유지하고 있다.

## 의의
고창 지역에 남아 있는 근대 건축물 중 유일한 일식 여관으로 주거 시설로서는 보기 드문 가치를 지녔다.

## 영업 중단
조양식당은 2010년 11월 보수 공사를 완료하고 휴업 상태이지만 문화재로 지정된 조양식당은 2022년 3월 22일 기준 사실상 폐업한 상태이다.

## 참고 자료
- 고창 조양식당 - 국가유산청 국가유산포털